# Завизьон, Алексей Владимирович
Алексей Владимирович Завизьон (род. 13 мая 1965, Нарва, Эстонская ССР, СССР) — российский военачальник. Начальник штаба — первый заместитель командующего войсками Западного военного округа с февраля 2019 года до 2022 года, генерал-лейтенант (2017). 
Находится под персональными международными санкциями Великобритании, Австралии, Украины, Новой Зеландии.

## Биография
Окончил Челябинское высшее танковое командное училище имени 50-летия Великого Октября (1982—1986), Военную академию бронетанковых войск имени Маршала Советского Союза Р. Я. Малиновского с золотой медалью (1994—1997), Военную академию Генерального штаба Вооружённых Сил (2009—2011).
Проходил службу в Забайкальском военном округе командиром взвода, роты, начальником штаба и командиром танкового батальона (ст. Безречная, 36-я общевойсковая армия).
Участвовал во Второй чеченской войне как командир 15-го гвардейского мотострелкового Шавлинского полка.
С 2001 по 2006 год — начальник штаба 4-й гвардейской танковой Кантемировской дивизии имени Ю. В. Андропова (20-я гвардейская армия, Московский военный округ).
С 3 января 2006 по 30 июня 2009 года — командир 201-й российской военной Гатчинской базы в Таджикистане. По сообщению сайта WikiLeaks, в ноябре 2006 года во время обеда, организованного послом США, неоднократно высказывал в грубой форме дипломатам своё недовольство тем, что США пытаются добиться закрытия российской базы в Таджикистане («Завизьон отпускал сексистские замечания. Обед пришлось быстро закончить после того, как полковник скатился до расистских оскорблений в адрес афроамериканцев»).
С июня 2011 по январь 2014 года — командир 136-й отдельной гвардейской мотострелковой Уманско-Берлинской бригады.
С января 2014 по 2015 год — начальник штаба — первый заместитель командующего 41-й общевойсковой армии Центрального военного округа.
В конце августа 2015 года Служба безопасности Украины заявила, что Завизьон с весны 2015 года руководил 1-м армейским корпусом российских войск в вооружённом конфликте на востоке Украины.
С января 2016 по ноябрь 2018 года — командующий 41-й общевойсковой армией Центрального военного округа. Указом Президента России от 22 февраля 2017 года присвоено воинское звание «генерал-лейтенант».
Участник военной операции России в Сирии, в 2016 году — заместитель командующего по безопасности приграничных территорий группировки войск Вооружённых сил Российской Федерации в Сирии
С ноября 2018 по февраля 2019 года — заместитель командующего войсками Западного военного округа
С февраля 2019 года — начальник штаба — первый заместитель командующего войсками Западного военного округа.
С декабря 2024 года по март 2025 года временно исполнял обязанности председателя Центрального Совета ДОСААФ.

## Международные санкции
С 15 марта 2022 года находится под санкциями Великобритании. С 25 февраля 2022 года находится под санкциями Австралии.
Указом президента Украины Владимира Зеленского от 21 июня 2018 находится под санкциями Украины. С 3 мая 2022 года находится под санкциями Новой Зеландии.

## Семья
Женат, двое детей.

## Награды
- орден «За заслуги перед Отечеством» IV степени с мечами;
- орден Александра Невского;
- орден Мужества;
- орден «За военные заслуги»;
- медаль ордена «За заслуги перед Отечеством» II степени с мечами;
- медаль Жукова;
- медаль «За отличие в охране общественного порядка»;
- медаль «В память 850-летия Москвы»;
- медаль «За отличие в воинской службе» II степени;
- медаль «70 лет Вооружённых Сил СССР»;
- ведомственные и общественные медали и знаки.